# Anamnèse (liturgie)
Pour les articles homonymes, voir Anamnèse.

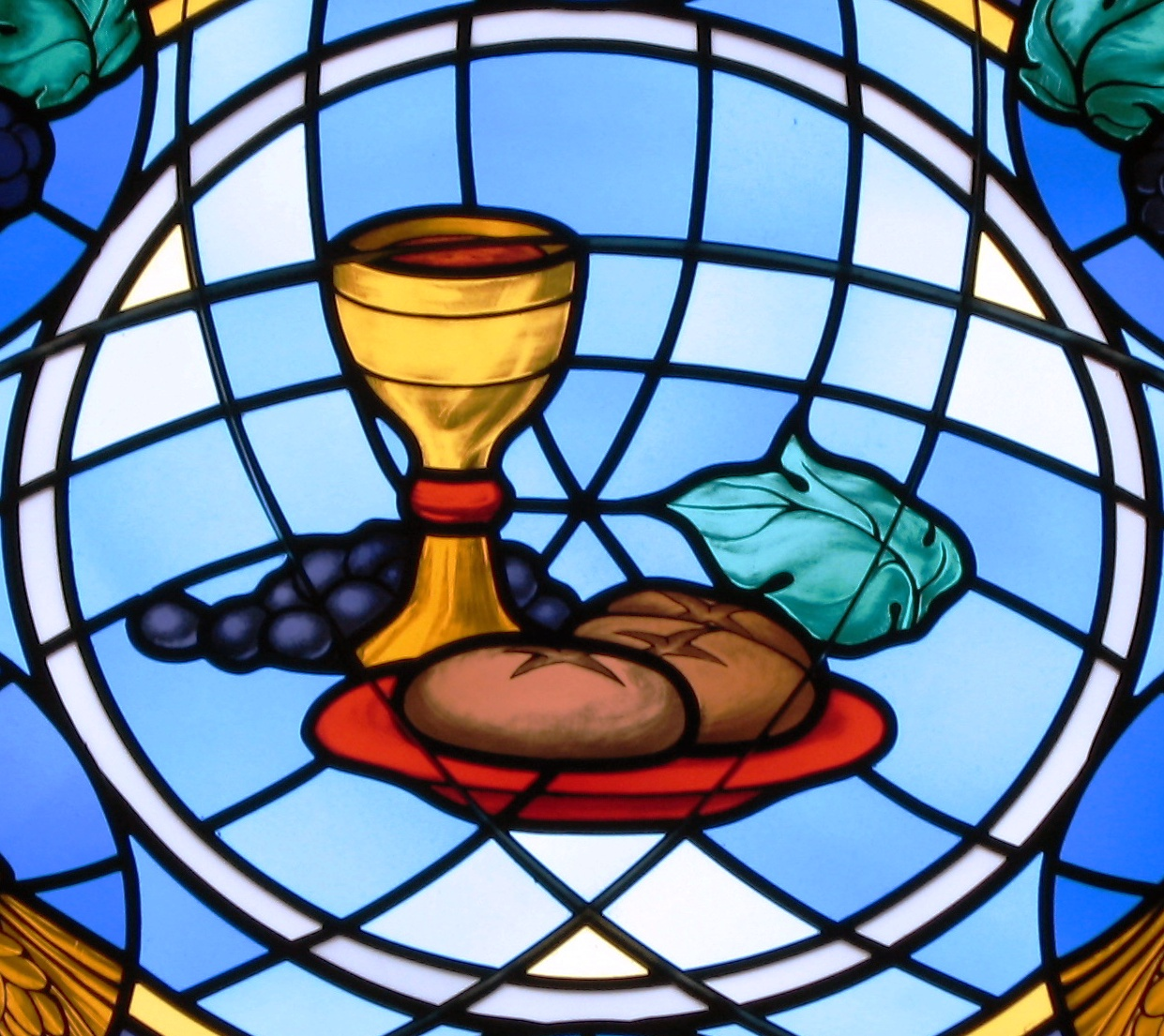
Paroisse Saint-Michel-Archange, Findlay, Ohio Vitrail eucharistique représentant du pain et du vin

Dans la liturgie chrétienne, l’anamnèse (du grec ἀνάμνησις / anámnêsis) est le moment de la célébration de la messe, après le récit de l'institution (la consécration), où l'on rappelle les dernières paroles de Jésus lors de la Cène : « Faites ceci en mémoire de moi » (en grec τοῦτο ποιεῖτε εἰς τὴν ἐμὴν ἀνάμνησιν – Lc 22,19 et 1 Co 11,24-25),.
Dans la liturgie il ne s’agit pas d’une simple commémoration, mais d’une actualisation en vue d’ici et maintenant. Les mots principaux sont « Nous faisons mémoire de la mort et de la résurrection ».

## Rite romain

### Formules d'anamnèse
Le rite romain dans la forme ordinaire utilise les formules suivantes d'anamnèse :
- Prière eucharistique I ou canon romain : C’est pourquoi nous aussi, tes serviteurs, et ton peuple saint avec nous, faisant mémoire de la Passion bienheureuse de ton Fils, Jésus Christ, notre Seigneur, de sa résurrection du séjour des morts et de sa glorieuse ascension dans le ciel, nous te présentons, Dieu de gloire et de majesté, cette offrande prélevée sur les biens que tu nous donnes, le sacrifice pur et saint, le sacrifice parfait, pain de la vie éternelle et coupe du salut.

- Prière eucharistique II : Faisant ici mémoire de la mort et de la résurrection de ton Fils, nous t'offrons, Seigneur, le pain de la vie et la coupe du salut, et nous te rendons grâce, car tu nous as choisis pour servir en ta présence.

- Prière eucharistique III : En faisant mémoire de ton Fils, de sa passion qui nous sauve, de sa glorieuse résurrection et de son ascension dans le ciel, alors que nous attendons son dernier avènement, nous présentons cette offrande vivante et sainte pour te rendre grâce.

- Prière eucharistique IV : Voilà pourquoi, Seigneur, nous célébrons aujourd’hui le mémorial de notre rédemption : en rappelant la mort de Jésus Christ et sa descente au séjour des morts, en proclamant sa résurrection et son ascension à ta droite dans le ciel, en attendant aussi qu’il vienne dans la gloire, nous t’offrons son corps et son sang, le sacrifice qui est digne de toi et qui sauve le monde.

### Acclamation du peuple
Dans le rite romain, depuis le concile Vatican II, l’anamnèse de la prière eucharistique est précédée par une acclamation du peuple, qui suit immédiatement la consécration du pain et du vin.
Trois formes peuvent être dites ou chantées :
1. *Prêtre : Il est grand le mystère de la foi:
Assemblée : Nous annonçons ta mort, Seigneur Jésus, nous proclamons ta résurrection, nous attendons ta venue dans la gloire.
Ou bien, ancienne version : Nous proclamons ta mort, Seigneur Jésus, nous célébrons ta résurrection, nous attendons ta venue dans la gloire.
2. *Prêtre : Acclamons le mystère de la foi: 
Assemblée: Quand nous mangeons ce Pain et buvons à cette Coupe, nous annonçons ta mort, Seigneur ressuscité, et nous attendons que tu viennes.
3. *Prêtre : Qu'il soit loué, le mystère de la foi !
Assemblée : Sauveur du monde, sauve-nous ! Par ta croix et ta résurrection, tu nous as libérés.
4. *Prêtre : Proclamons le mystère de la foi !
Assemblée : Gloire à toi qui étais mort, gloire à toi qui es vivant, notre sauveur et notre Dieu : Viens Seigneur Jésus !
Dans le rite byzantin l’anamnèse est suivie par le chant du chœur :
- Nous te chantons, nous te bénissons, nous te rendons grâce, Seigneur, et nous te prions, ô notre Dieu.

## Rite byzantin
Dans la Liturgie de saint Jean Chrysostome du rite byzantin l'anamnèse a la forme :
Faisant donc le mémorial de ce commandement salutaire et de tout ce qui a été fait pour nous : de la Croix, du Sépulcre, de la Résurrection, de l’Ascension aux cieux, du Siège à la droite du Père, du second et glorieux Avènement, ce qui est à toi, le tenant de toi, nous te l'offrons en tout et pour tout.

## Protestantisme
Lors la célébration de la sainte cène, le pasteur ou l'officiant lit un texte qui reprend presque mot à mot le passage biblique de l'institution de la cène tel qu'il est rapporté dans les évangiles, par exemple dans l'évangile de Matthieu (ch. 26, v. 26-29) dans l'évangile de Marc (ch. 14, v. 22-25) ou dans l'évangile de Luc (ch. 22, v. 14-20) ; ou dans la première épître aux Corinthiens de Paul (ch. 11, v. 23-26) : « Le soir venu, Jésus se mit à table avec les douze. Pendant le repas, il prit du pain  et, après avoir rendu grâces, il le rompit et le leur donna en disant : “Prenez, mangez, ceci est mon corps.” Ayant aussi pris la coupe et rendu grâces,  il la leur donna en disant : “Buvez-en tous, car ceci est mon sang,  le sang de l’alliance qui est répandu pour la multitude, pour le pardon des péchés.  Je vous le dis, désormais, je ne boirai plus de ce fruit de la vigne jusqu’au jour où je le boirai, nouveau,  avec vous, dans le Royaume de mon Père.” »
Précédé par une invocation ou préface, et suivi par la prière de communion, ce moment constitue l'anamnèse dans le rituel protestant. Il est suivi par l'élévation, la fraction du pain et la distribution de la communion sous les deux espèces aux participants.